# Kulturåret 1801

## Händelser
- okänt datum – Sophia Brandel, Emilie Brandel och Marie Antoinette Petersén blir ledamöter i Musikaliska akademien.

## Nya verk
- François-René de Chateaubriand – Atala
- Carl Gustaf af Leopold – Afhandling om Svenska stafsättet, den första normen för svensk rättstavning

## Födda
- 1 februari – Thomas Cole (död 1848), amerikansk landskapsmålare.
- 1 februari – Adolf Fredrik Lindblad (död 1878), svensk tonsättare.
- 26 mars – Sophie Daguin (död 1881), fransk ballerina.
- 23 juli – Carl Samuel Graffman (död 1862), svensk landskapsmålare.
- 26 juli – Maria Röhl (död 1875), svensk porträttmålare.
- 17 augusti – Fredrika Bremer (död 1865), svensk författare och kvinnorättskämpe.
- 7 december – Johann Nestroy (död 1882), österrikisk dramatiker och skådespelare.
- 11 december – Christian Dietrich Grabbe (död 1836), tysk dramatiker.
- 18 december – Ulrik Torsslow (död 1881), svensk skådespelare, konstnär och teaterdirektör.

## Avlidna
- 11 januari – Domenico Cimarosa, 51, italiensk operakompositör.
- 14 mars – Ignacy Krasicki, 66, Polens ledande poet under upplysningstiden, författare till Polens första moderna roman.
- 25 mars – Novalis, 38, tysk poet och novellist.
- 11 augusti – Félix María de Samaniego, 55, spansk fabeldiktare.
- 9 november – Carl Stamitz, 56, tysk tonsättare och violinist.